# Philomusen
Die Philomusen (Gesellschaft der Philomusen oder Hetärie der Philomusen) war ein Verein, der sich im 19. Jahrhundert für die Bewahrung des antiken griechischen Erbes und die Unterstützung des modernen Griechentums einsetzte.
Das Bestehen der Gesellschaft wurde in einem Artikel des Ἑρμῆς ὁ Λόγιος von 1819 erwähnt. In einem dort abgedruckten Schreiben von vor 1815 bedankt sich Frederik North, der jüngste Sohn des englischen Premierministers, für seine Ernennung zum Präsidenten der in einem Athener Kloster tagenden „Hetärie der Philomusen zu Athen“. North war glühender Verehrer der italienischen und griechischen Kultur und gründete später auf Korfu die erste neugriechische Universität. Damals bereisten englische Eliten vor allem Griechenland, da sie wegen der napoleonischen Kontinentalsperre von anderen europäischen Reisezielen ausgeschlossen waren. Sie unterstützten das Bestreben der Gesellschaft Kulturvereine und Schulen für die Volksbildung zu gründen. Die Erweiterung der Hetärie der Philomusen nach Europa jedoch wurde am Rande des Wiener Kongresses von Ioannis Kapodistrias angeregt. Erster Direktor des noch 1815 in München gegründeten Vereins wurde Franz von Baader. Der Mitgliedsbeitrag wurde auf 3 Piaster festgesetzt, bei einer jährlichen Spende von 90 Piaster erhielt man den Titel des Wohltäters und bekam einen goldenen Ring mit der Abbildung eines Attischen Obolos und dem Namen des Vereins. Die Mitglieder waren zumeist griechische Kaufleute und Bürger in den Auslandszentren des Griechentums (Wien, Genf, Zürich, München, Leipzig und andere) sowie Akademiker und Philhellenen. Im Gegensatz zur Filiki Eteria verfolgten die Philomusen vornehmlich kulturelle Ziele.